# Municipio de L'Anguille
El municipio de L'Anguille (en inglés: L'Anguille Township) es un municipio ubicado en el condado de St. Francis en el estado estadounidense de Arkansas. En el año 2010 tenía una población de 652 habitantes y una densidad poblacional de 3,18 personas por km².

## Geografía
El municipio de L'Anguille se encuentra ubicado en las coordenadas 35°5′13″N 90°57′33″O / 35.08694, -90.95917. Según la Oficina del Censo de los Estados Unidos, el municipio tiene una superficie total de 204.72 km², de la cual 203,17 km² corresponden a tierra firme y (0,76 %) 1,55 km² es agua.

## Demografía
Según el censo de 2010, había 652 personas residiendo en el municipio de L'Anguille. La densidad de población era de 3,18 hab./km². De los 652 habitantes, el municipio de L'Anguille estaba compuesto por el 56,29 % blancos, el 41,87 % eran afroamericanos, el 0,15 % eran amerindios, el 0,15 % eran asiáticos y el 1,53 % eran de una mezcla de razas. Del total de la población el 0,61 % eran hispanos o latinos de cualquier raza.